# Eupithecia ingrata
Eupithecia ingrata là một loài bướm đêm trong họ Geometridae.